# Зрадник (фільм, 1926)
«Зра́дник» (рос. «Предатель») — радянський німий художній фільм 1926 року режисера Абрама Роома, за мотивами оповідання Льва Нікуліна «Матроська тиша». Фільм зберігся не повністю. Довгий час вважався втраченим, нині існує близько 25 хвилин початку фільму.

## Сюжет
1915 рік. Приморське місто (Одеса), у «веселому будинку» мадам Гюйо начальник охоронного відділення фон Діц розглядає фотопрейскурант на «товар», і, вибравши дівчину, залишається на ніч. Тут же у повії Ванди ночує штурман Нератов. Його розшукує його соратник у революційній боротьбі Невідомий матрос, щоб попередити про небезпеку — заарештований один з товаришів — Борис, і тепер запланованому ділу загрожує провал. Але господиня будинку розпусти мадам Гюйо випроваджує матроса, і тому лише на ранок вдається зустрітися з Нератовим. Вранці фон Діц, прийшовши на службу, допитує арештованого більшовика Бориса з пароплава «Саратов», і замість нього посилає на пароплав провокатора — агента «Рябину». Дізнавшись від провокатора про те, що на пароплаві «Саратов», який повинен везти політичних засланців на Сахалін, готується повстання команди, охранка заарештовує і розстрілює п'ятьох матросів-революціонерів. Невідомий матрос, відстрілюючись, поранив провокатора пострілом у руку, але схоплений жандармами, не встигає розгледіти його в обличчя. 1925 рік. Слідчому Соколову доручено розгляд справи про провал повстання на «Саратові». З учасників подій тих днів знаходяться Невідомий матрос, постаріла повія Ванда, механік, що злякався при повстанні, і штурман Нератов… Після заплутаного ланцюга помилкових підозр Невідомий матрос дізнається, хто ж був провокатором.

## У ролях
- Микола Панов —  Парчевський, штурман далекого плавання
- П. Корізно —  Микола Нератов-Зимін, штурман, революціонер, зрадник — агент охранки «Рябина»
- Марія Паршина —  Наташа Зиміна, його сестра
- Микола Радін —  Павло Павлович фон Діц, начальник охоронного відділення
- Давид Гутман —  Курбатов, секретар фон Діца
- Артемій Ай-Артян —  Борис, матрос-більшовик
- Микола Охлопков —  Невідомий матрос
- Євгенія Хованська —  мадам Гюйо, господиня будинку розпусти
- Тамара Оганезова —  Ванда, повія
- Софія Магарілл —  повія
- Анна Стен —  повія
- Марія Шльонська —  стара повія
- Борис Шліхтінг —  сутенер будинку розпусти
- Наум Рогожин —  тапер в публічному будинку
- Леонід Юренєв —  капітан
- Костянтин Давидовський —  прокурор
- В. Піддубний —  Соколов, слідчий
- Тамара Адельгейм —  дівчинка Ліля
- Ніна Лі — епізод

## Знімальна група
- Режисер — Абрам Роом
- Сценаристи — Лев Нікулін, Віктор Шкловський
- Оператор — Євген Славинський
- Художники — Василь Рахальс, Сергій Юткевич